# Lista odcinków serialu Degrassi: Nowy rocznik
Degrassi: Nowy rocznik to kanadyjski serial młodzieżowy stworzony przez Lindę Schuyler i Stephena Stohna. Jego premiera odbyła się na młodzieżowym bloku F2N kanału naziemnej telewizji Family Channel 4 stycznia 2016 roku. Nowy rocznik to piąty serial z serii dziejący się w tym samym fikcyjnym świecie stworzonym przez Schuyler i Kita Hooda w 1979 roku. Zarówno jak poprzednicy, Degrassi: Nowy rocznik śledzi losy grupy uczniów Degrassi Community School poruszając przy tym wiele tematów tabu.
Oprócz emisji telewizyjnej w Kanadzie serial jest dostępny na całym świecie za pośrednictwem platformy internetowej Netflix.

## Serie
| Seria | Seria | Odcinki | Premiera w Kanadzie | Premiera w Kanadzie | Premiera Netflix (w tym w Polsce) |
| Seria | Seria | Odcinki | Premiera serii      | Finał serii         | Premiera Netflix (w tym w Polsce) |
| ----- | ----- | ------- | ------------------- | ------------------- | --------------------------------- |
|       | 1     | 10      | 4 stycznia 2016     | 15 stycznia 2016    | 15 stycznia 2016                  |
|       | 2     | 10      | 19 lipca 2016       | 20 września 2016    | 22 lipca 2016                     |
|       | 3     | 10      | 9 stycznia 2017     | 20 stycznia 2017    | 6 stycznia 2017                   |
|       | 4     | 10      | 30 czerwca 2017     | 30 czerwca 2017     | 7 lipca 2017                      |

## Seria 1 (2016)
| Serial # | Sezon # | Tytuł oryginalny             | Tytuł polski            | Premiera w Kanadzie | Premiera na platformie Netflix |
| -------- | ------- | ---------------------------- | ----------------------- | ------------------- | ------------------------------ |
| 1        | 1       | „#BootyCall”                 | „#Impreza”              | 4 stycznia 2016     | 15 stycznia 2016               |
| 2        | 2       | „#NoFilter”                  | „#BezFiltra”            | 5 stycznia 2016     | 15 stycznia 2016               |
| 3        | 3       | „#YesMeansYes”               | „#TakZnaczyTak”         | 6 stycznia 2016     | 15 stycznia 2016               |
| 4        | 4       | „#NotOkay”                   | „#NieOK”                | 7 stycznia 2016     | 15 stycznia 2016               |
| 5        | 5       | „#ButThatsNoneOfMyBusiness”  | „#NieMojaSprawa”        | 8 stycznia 2016     | 15 stycznia 2016               |
| 6        | 6       | „#NotAllMen”                 | „#NieWszyscyFaceci”     | 11 stycznia 2016    | 15 stycznia 2016               |
| 7        | 7       | „#ThisCouldBeUsButYouPlayin” | „#StarałamSięDlaCiebie” | 12 stycznia 2016    | 15 stycznia 2016               |
| 8        | 8       | „#TeamFollowBack”            | „#JestemClintonem”      | 13 stycznia 2016    | 15 stycznia 2016               |
| 9        | 9       | „#SinceWeBeinHonest”         | „#SzczerzeMówiąc”       | 14 stycznia 2016    | 15 stycznia 2016               |
| 10       | 10      | „#SorryNotSorry”             | „#ŻałujęNieŻałuję”      | 15 stycznia 2016    | 15 stycznia 2016               |

## Seria 2 (2016)
| Serial # | Sezon # | Tytuł oryginalny         | Tytuł polski             | Premiera w Kanadzie | Premiera na platformie Netflix |
| -------- | ------- | ------------------------ | ------------------------ | ------------------- | ------------------------------ |
| 11       | 1       | „#SquadGoals”            | „#WspólnyCel”            | 19 lipca 2016       | 22 lipca 2016                  |
| 12       | 2       | „#TurntUp”               | „#Odlot”                 | 26 lipca 2016       | 22 lipca 2016                  |
| 13       | 3       | „#CheckYourPrivilege”    | „#Przywileje”            | 2 sierpnia 2016     | 22 lipca 2016                  |
| 14       | 4       | „#BuyMePizza”            | „#KupMiPizzę”            | 9 sierpnia 2016     | 22 lipca 2016                  |
| 15       | 5       | „#ThrowbackThursday”     | „#PodróżWCzasie”         | 16 sierpnia 2016    | 22 lipca 2016                  |
| 16       | 6       | „#ToMyFutureSelf”        | „#ZrozumiećBłąd”         | 23 sierpnia 2016    | 22 lipca 2016                  |
| 17       | 7       | „#ThatAwkwardMomentWhen” | „#TaNiezręcznaChwilaGdy” | 30 sierpnia 2016    | 22 lipca 2016                  |
| 18       | 8       | „#RiseAndGrind”          | „#DoDzieła”              | 6 września 2016     | 22 lipca 2016                  |
| 19       | 9       | „#TheseAreMyConfessions” | „#OtoMojeWyznania”       | 13 września 2016    | 22 lipca 2016                  |
| 20       | 10      | „#OMFG”                  | „#OŻesz”                 | 20 września 2016    | 22 lipca 2016                  |

## Seria 3 (2017)
| Serial # | Sezon # | Tytuł oryginalny       | Tytuł polski          | Premiera w Kanadzie | Premiera na platformie Netflix |
| -------- | ------- | ---------------------- | --------------------- | ------------------- | ------------------------------ |
| 21       | 1       | „#BreakTheInternet”    | „#PozaInternetem”     | 9 stycznia 2017     | 6 stycznia 2017                |
| 22       | 2       | „#IWokeUpLikeThis”     | „#DziewczynyToLubią”  | 10 stycznia 2017    | 6 stycznia 2017                |
| 23       | 3       | „#WorstGiftEver”       | „#NajgorszyPrezent”   | 11 stycznia 2017    | 6 stycznia 2017                |
| 24       | 4       | „#PicsOrItDidntHappen” | „#DowodyZdjęciowe”    | 12 stycznia 2017    | 6 stycznia 2017                |
| 25       | 5       | „#HugeIfTrue”          | „#RozmiarMaZnaczenie” | 13 stycznia 2017    | 6 stycznia 2017                |
| 26       | 6       | „#ThatFeelingWhen”     | „#ToUczucieGdy”       | 16 stycznia 2017    | 6 stycznia 2017                |
| 27       | 7       | „#Unsubscribe”         | „#AnulujSubskrypcję”  | 17 stycznia 2017    | 6 stycznia 2017                |
| 28       | 8       | „#IRegretNothing”      | „#NiczegoNieŻałuję”   | 18 stycznia 2017    | 6 stycznia 2017                |
| 29       | 9       | „#Woke”                | „#Pobudka”            | 19 stycznia 2017    | 6 stycznia 2017                |
| 30       | 10      | „#ImSleep”             | „#Śpię”               | 20 stycznia 2017    | 6 stycznia 2017                |

## Seria 4 (2017)
| Serial # | Sezon # | Tytuł oryginalny           | Tytuł polski              | Premiera w Kanadzie | Premiera na platformie Netflix |
| -------- | ------- | -------------------------- | ------------------------- | ------------------- | ------------------------------ |
| 31       | 1       | „#BackToReality”           | „#PowrótDoRzeczywistości” | 30 czerwca 2017     | 7 lipca 2017                   |
| 32       | 2       | „#GetMoney”                | „#ZdobyćKasę”             | 30 czerwca 2017     | 7 lipca 2017                   |
| 33       | 3       | „#ILookLikeA”              | „#WyglądamJak”            | 30 czerwca 2017     | 7 lipca 2017                   |
| 34       | 4       | „#RollUpToTheClubLike”     | „#GramyRazem”             | 30 czerwca 2017     | 7 lipca 2017                   |
| 35       | 5       | „#Preach”                  | „#Słuchajcie”             | 30 czerwca 2017     | 7 lipca 2017                   |
| 36       | 6       | „#FactsOnly”               | „#SucheFakty”             | 30 czerwca 2017     | 7 lipca 2017                   |
| 37       | 7       | „#Fire”                    | „#Ognisko”                | 30 czerwca 2017     | 7 lipca 2017                   |
| 38       | 8       | „#GetYouAManThatCanDoBoth” | „#TransakcjaWiązana”      | 30 czerwca 2017     | 7 lipca 2017                   |
| 39       | 9       | „#Obsessed”                | „#Obsesja”                | 30 czerwca 2017     | 7 lipca 2017                   |
| 40       | 10      | „#KThxBye”                 | „#DobraDziękiNaRazie”     | 30 czerwca 2017     | 7 lipca 2017                   |